# Isola Tuerredda
L'Isola Tuerredda (a volte erroneamente indicata come Tuaredda o Tuarredda) è un'isola situata all'interno di un'insenatura fra Capo Malfatano e Capo Spartivento, nel territorio di Teulada, nell'estremità sud-occidentale della Sardegna.

## Geografia

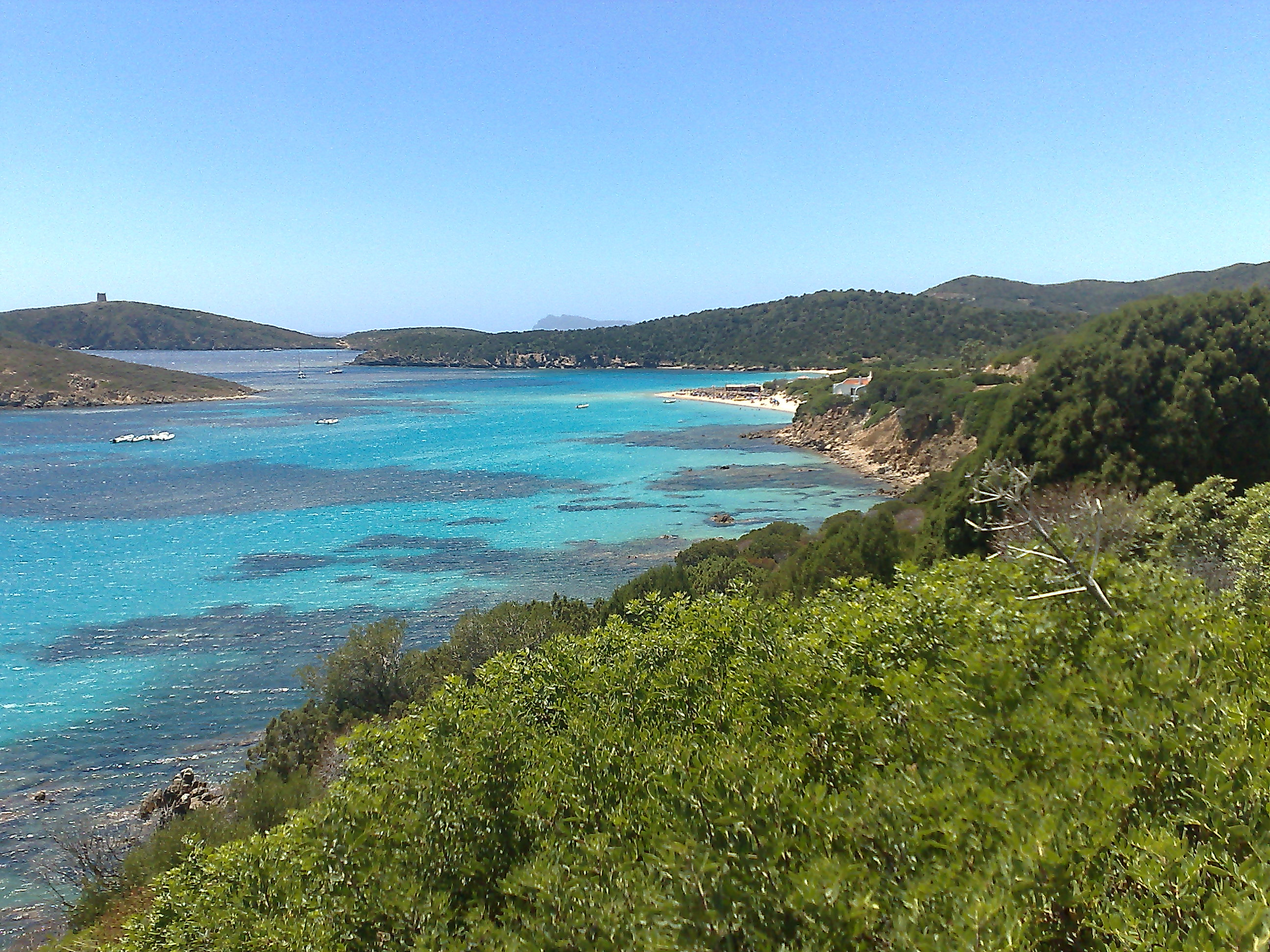
La costa davanti all'isola

Il profilo dell'isola, che spesso si presenta verdeggiante per la vegetazione, ne mostra anche da lontano la natura rocciosa È situata a circa 150 metri dalla costa sarda e amministrativamente appartiene a Teulada, comune italiano della provincia del Sud Sardegna, ove sorge una spiaggia che prende il nome stesso dell'isola.

## Storia
Sull'isola, oggi disabitata, esistono resti di edifici attribuiti alla civiltà punico-fenicia; vi sono inoltre stati rinvenuti antichi cocci di ceramica.

## Etimologia del toponimo
In lingua sarda tuerredda significa piccolo acquitrinio. La tuerra infatti è un appezzamento di terra umida, spesso di colore scuro e utile per l'orticoltura. Non ha alcun fondamento la teoria che il toponimo derivi da una torretta, in primis perché non c'è nessuna torre d'avvistamento sull'isolotto (ma solo sull'adiacente Capo Malfidano più a est), sia perché in sardo essa si dice turra.